# 526.ª Divisão de Infantaria (Alemanha)
A 526ª Divisão de Infantaria (em alemão:526. Infanterie-Division) foi uma unidade militar que serviu no Exército alemão durante a Segunda Guerra Mundial.

## Comandantes
| Comandante                                              | Data                                           |
| ------------------------------------------------------- | ---------------------------------------------- |
| Generalleutnant Hans von Sommerfeld                     | 25 de outubro de 1939 - 15 de novembro de 1940 |
| Generalleutnant Günther Freiherr von Hammerstein-Equord | 15 de novembro de 1940 - 7 de março de 1941    |
| Generalleutnant Fritz Kühne                             | 7 de março de 1941 - 15 de dezembro de 1941    |

## Área de operações
| Frente Ocidental | outubro de 1939 - dezembro de 1941 |